# مبدأ عدم التناقض
مبدأ عدم التناقض أو قانون عدم التناقض أو مبدأ بطلان التناقض (بالإنجليزية: Law of noncontradiction) في المنطق، ينص على أن القضايا المتناقضة لا يمكن أن تكون صحيحة بنفس المعنى عند نفس الوقت على سبيل المثال؛ لا يمكن أن يكون أحمد حيا وميتا في نفس الوقت. ففي هذا المثال هناك قضيتات متنقضتان "p هي الحالة" و"p ليست هي الحالة" متنافيتان. ويعبر عن هذا بطبولوجيا :¬(p ∧ ¬p). ولا ينبغي الخلط بين مبدأ عدم التناقض ومبدأ الثالث المرفوع الذي ينص على وجود واحد على الأقل، "p هو الحال" أو "p ليس هو الحال" ولا يمكن أن يكون هنالك احتمال ثالث.

## أهمية المبدأ
أحد أسباب وجود هذا المبدأ هو مبدأ الانفجار، الذي ينص على أن أي شيء يأتي من التناقض. إذ يُستخدم المبدأ في إثبات البراهين بالخلف. وهو من مبادئ الفكر الثلاثة، إلى جانب مكمله، مبدأ الثالث المرفوع، ومبدأ الهوية. ومع ذلك، لا يوجد نظام منطقي مبني على هذه المبادئ فقط، ولا يوفر أي من هذه المبادئ قواعد الاستدلال، مثل القياس الاستثنائي أو قوانين دي مورغان.
يقول أبو حامد الغزالي: «العلوم الكلية الضرورية من خواص العقل؛ إذ يحكم الإنسان بأن الشخص الواحد لا يتصور أن يكون في مكانين في حالة واحدة، ‌وهذا ‌حكم ‌منه ‌على ‌كل ‌شخص، ومعلوم أنه لم يدرك بالحسِّ إلا بعض الأشخاص، فحكمه على جميعِ الأشخاص زائدٌ على ما أدركه الحسّ».

## التفسيرات
إحدى الصعوبات في تطبيق قانون عدم التناقض هي الغموض في العبارات المطروحة. على سبيل المثال، إذا لم يتم تحديده صراحةً كجزء من الفرضيتين A وB، فقد يكون A هو B في وقت ما، وليس في وقت آخر. قد يتم في بعض الحالات جعل A وB يبدوان متعار لغويًا على الرغم من أن A قد يكون جزئيًا B وليس B جزئيًا في نفس الوقت. غير أنه من غير الممكن أن يقال على نفس الشيء، في نفس الوقت، وبنفس المعنى، غياب ووجود نفس الصفة الثابتة.

### الفلسفة الهندية
تنسب تريبيتاكا البوذية إلى ماهافيرا، الذي عاش في القرن السادس قبل الميلاد، الصيغة الضمنية لمبدأ عدم التناقض، ""انظروا كم هي مستقيمة وصادقة ومخلصة، سيتا، صاحبة البيت"؛ وبعد قليل، يقول أيضًا: ‹انظروا كيف أن سيتا، صاحبة البيت، ليست مستقيمة، صادقة أو مخلصة.› فتجيب سيتا على هذا: "إذا كانت عبارتك السابقة صحيحة، فإن عبارتك الأخيرة خاطئة، وإذا كانت عبارتك الأخيرة صحيحة، فإن عبارتك السابقة كاذبة."". يقول الفيلسوف البوذي ناجارجونا "عندما يكون الشيء شيئًا واحدًا، فإنه لا يمكن أن يكون موجودًا وغير موجود في نفس الوقت" على غرار صياغة أرسطو الوجودية التي تقول "إن الشيء لا يمكن أن يكون ولا يكون في نفس الوقت".

### هرقليطس
وفقًا لكل من أفلاطون وأرسطو ،  قيل أن هرقليطس أنكر مبدأ عدم التناقض. وهذا محتمل جدًا  إذا كان مبدأ عدم التناقض، كما أشار أفلاطون، لا ينطبق على تغيير الأشياء في العالم. إذا كانت فلسفة الصيرورة غير ممكنة دون تغيير، فإن (إمكانية) ما يجب أن تصبح يلزم أن تكون موجودة بالفعل في الكائن الحالي. في "نحن نخطو ولا نخطو في نفس النهر؛ نحن نكون ونحن لا نكون"، يجب أن يكون موضوع هرقليطس وأفلاطون في نفس الوقت، بمعنى ما، على ما هو عليه الآن وأن يكون لديه الإمكانية (الديناميكية) لما يمكن أن يكون عليه.
لم يتبق سوى القليل من أقوال هرقليطس بحيث لا يمكن قول الكثير عن فلسفته على وجه اليقين. ويبدو أنه رأى أن صراع الأضداد هو صراع عالمي في الداخل والخارج، وبالتالي يجب أن توجد الموجودات أو الصفات المتضادة في وقت واحد، على الرغم من أنه في بعض الحالات تكون في جوانب مختلفة. " الطريق لأعلى ولأسفل هما نفس الشيء " تعني إما أن الطريق يؤدي إلى كلا الاتجاهين، أو لا يمكن أن يكون هناك طريق على الإطلاق. هذا هو المكمل المنطقي لقانون عدم التناقض. وفقًا لهرقليطس، فإن التغيير والصراع المستمر بين الأضداد هو لوغوس عالمي للطبيعة.

## أنظر أيضا
- المنطق
- مغالطة
- مبدأ
- عقل
- أبي حامد الغزالي
- أرسطو